# Speed Grapher
Speed Grapher (スピードグラファー?, Supīdo Gurafā) è una serie anime andata in onda nel 2005. È stata creata dallo studio di animazione Gonzo e conta 24 episodi, trasmessi in Giappone dal 7 aprile 2005, nel Nord America nel 2006 e in Italia dal 21 dicembre 2009, sul canale digitale terrestre Dahlia Eros.

## Trama
Speed Grapher parla di un fotografo, Tatsumi Saiga, il cui scopo è scoprire il più possibile su un club segreto a cui hanno accesso solo persone di un certo rango. Pedinando un membro del club, un giorno riesce a intrufolarsi nella cerimonia di apertura. Una volta dentro, cerca di mimetizzarsi tra i partecipanti e segue il rito, che ha come protagonista la giovane Kagura, una studentessa di 15 anni, membro di una potentissima famiglia giapponese. La ragazza compie delle azioni contro il suo volere, in trance, ed è chiamata dea. Qui Saiga la fotografa, ma mentre è brutalmente attaccato dalle guardie, viene baciato dalla ragazza e viene divinizzato, acquisendo un potere che lo accompagnerà per tutto l'anime. Ferito gravemente a causa delle aggressioni, usa il suo potere, ossia quello di far esplodere tutto ciò che inquadra con l'obiettivo della macchina fotografica, per scappare con la ragazza, che però viene catturata da Tsujido, il fedelissimo braccio destro di Suitengo (vedi personaggi). La storia continua con questa promessa di salvezza e libertà che Tatsumi offre alla giovane Kagura. In seguito si scopre che la ragazza possiede una sostanza che attiva i virus latenti di alcuni soggetti, donando loro poteri sovrannaturali; la sostanza viene trasmessa a chi viene a contatto con un suo qualsiasi liquido organico (sangue, saliva, sudore, ecc). Nel corso della serie si vedranno vari personaggi che hanno ricevuto la benedizione della Dea, cioè che sono stati baciati da Kagura, con poteri particolari.

### Temi trattati
Speed Grapher parla del capitalismo e del materialismo della società moderna dei paesi civilizzati. Confronta e si concentra molto sul rapporto e sui vari pensieri che i protagonisti hanno sul tema denaro e potere.

## Personaggi
- Tatsumi Saiga, un fotografo di 33 anni, che precedenza ha lavorato come fotografo di guerra. Dopo che ha ricevuto la benedizione della dea e fa esplodere ciò che fotografa, il suo obiettivo è liberare Kagura dalle grinfie di Suitengu e dei suoi scagnozzi.
- Kagura Tennouzu, anche conosciuta con il sinonimo di "Dea" una studentessa di 15 anni. È la figlia del capo del gruppo Tennozu, Shinsen Tennozu. Conduce una vita molto difficile, e viene maltrattata da sua madre. Di carattere piuttosto riservato, ha un profondo affetto per Saiga.
- Hibari Ginza, una poliziotta appassionata di armi innamorata di Saiga che cerca continuamente di sedurre. Le sue azioni sono fortemente plasmate dalla sua gelosia per Kagura. Cerca di distruggere il club segreto attraverso le sue indagini e utilizzando principalmente metodi piuttosto poco ortodossi.
- Chouji Suitengou, l'antagonista principale, capo del club segreto e anche il segretario e amante di Shinsen Tennozu. È molto ricco, ma in realtà detesta il denaro perché a causa di questo suo padre si è suicidato e lui e sua sorella sono stati venduti come schiavi.
- Shinsen Tennouzu, è il capo dell'Impero Tennozu e madre di Kagura, pensa che con i soldi si possa ottenere qualunque cosa si voglia.

## Episodi
L'anime è stato trasmesso su Dahlia Eros in seconda serata ogni lunedì e mercoledì, e sul canale Man-ga di Sky dal lunedì al venerdì alle 11:05 di mattina. Yamato Video, che aveva già precedentemente acquistato i diritti dell'anime per l'edizione italiana, ha annunciato la distribuzione in DVD della serie in versione integrale nel corso del 2010.
Di seguito i titoli degli episodi:
| Nº | Titolo italiano Giapponese 「Kanji」 - Rōmaji                                                 | In onda           | In onda          |
| Nº | Titolo italiano Giapponese 「Kanji」 - Rōmaji                                                 | Giapponese        | Italiano         |
| 1  | La città corrotta 「背徳都市」 - Haitokuto-shi                                                | 8 aprile 2005     | 21 dicembre 2009 |
| 2  | Soldi e gemiti 「唸る札束」 - Unaru Satsutaba                                                 | 15 aprile 2005    | 23 dicembre 2009 |
| 3  | Scatto esplosivo, foto mortale 「写殺爆殺」 - Shasatsu Bakusatsu                              | 22 aprile 2005    | 28 dicembre 2009 |
| 4  | La fanciulla da rapire 「略奪少女」 - Ryakudatsu Shōjo                                        | 29 aprile 2005    | 30 dicembre 2009 |
| 5  | La signora Diamante 「ダイヤモンド夫人」 - Daiyamondo Fujin                                   | 6 maggio 2005     | 4 gennaio 2010   |
| 6  | Addio, signora Diamante 「さよならダイヤモンド夫人」 - Sayonara Daiyamondo Fujin              | 13 maggio 2005    | 6 gennaio 2010   |
| 7  | Trapani macabri e grotteschi 「猟奇ドリル」 - Ryōki Doriru                                    | 20 maggio 2005    | 11 gennaio 2010  |
| 8  | La fioca luce di Kagura 「神楽のともし火」 - Kagura no Tomoshibi                              | 27 maggio 2005    | 13 gennaio 2010  |
| 9  | Alle terme 「湯殿にて」 - Yudono nite                                                         | 3 giugno 2005     | 18 gennaio 2010  |
| 10 | Arriva Suitengu 「水天宮来る」 - Suitengu Kuru                                                | 10 giugno 2005    | 20 gennaio 2010  |
| 11 | Tua madre è in agonia, torna subito a casa 「ハハキトク スグカエレ」 - Haha Kitoku Sugu Kaere | 17 giugno 2005    | 25 gennaio 2010  |
| 12 | Dormi nella mia mano sinistra 「左手に抱かれて眠れ」 - Hidarite ni Idakarete Nemure           | 24 giugno 2005    | 27 gennaio 2010  |
| 13 | Fuoriprogramma per Ginza 「銀座番外地」 - Ginza Bangaichi                                     | 1º luglio 2005    | 1º febbraio 2010 |
| 14 | Kagura si sposa 「人妻神楽」 - Hitozuma Kagura                                                | 8 luglio 2005     | 3 febbraio 2010  |
| 15 | L'inferno della sirena 「濡れ女地獄」 - Nure Onna Jigoku                                      | 22 luglio 2005    | 8 febbraio 2010  |
| 16 | Rendiconto 「半期決算報告」 - Hanki Kessan Hōkoku                                             | 12 agosto 2005    | 10 febbraio 2010 |
| 17 | Un villano rifatto diventa il Dio della Morte 「死神成金」 - Shinigami Narikin                | 19 agosto 2005    | 15 febbraio 2010 |
| 18 | La terza fase 「第三局」 - Daisan Kyoku                                                       | 26 agosto 2005    | 17 febbraio 2010 |
| 19 | Baci e bugie 「嘘とくちびる」 - Uso to Kuchibiru                                              | 2 settembre 2005  | 22 febbraio 2010 |
| 20 | Buone vibrazioni 「グッドバイブレーション」 - Guddo Baiburēshon                               | 9 settembre 2005  | 24 febbraio 2010 |
| 21 | La colazione del Primo Ministro 「総理の朝食」 - Sōri no Chōshoku                             | 16 settembre 2005 | 1º marzo 2010    |
| 22 | Soldi, per favore 「オカネクダサイ」 - Okane Kudasai                                          | 23 settembre 2005 | 3 marzo 2010     |
| 23 | Una lapide di banconote 「札束の墓標」 - Satsutaba no Bohyō                                   | 30 settembre 2005 | 8 marzo 2010     |
| 24 | Roppongi Crisis 「六本木クライシス」 - Roppongi Kuraishisu                                    | 30 settembre 2005 | 10 marzo 2010    |

## Sigle
- Sigle iniziali

1. "Girls on Film" dei Duran Duran
2. "Shutter Speed" di Shinkichi Mitsumune

- Sigle finali

1. "Hinageshi no Oka" di Shione Yukawa (episodi 1-12)
2. "Break The Cocoon" di Yoriko (episodi 13-24)

## Doppiaggio
| Personaggio         | Doppiatore originale                      | Doppiatore italiano                     |
| ------------------- | ----------------------------------------- | --------------------------------------- |
| Kagura Tennouzu     | Kei Saitou                                | Francesca Bielli                        |
| Tatsumi Saiga       | Yuuji Takada                              | Diego Baldoin                           |
| Hibari Ginza        | Takako Honda                              | Marcella Silvestri                      |
| Shinsen Tennouzu    | Gara Takashima                            | Maddalena Vadacca                       |
| Chouji Suitengu     | Toshiyuki Morikawa Miki Fukui (a 13 anni) | Ivo De Palma Annalisa Longo (a 13 anni) |
| Tsùjido             | Hiro Yūki                                 | Massimo Di Benedetto                    |
| Makabe              | Hisao Egawa                               | Alessandro Messina                      |
| Niihari             | Kenjirō Tsuda                             | Michele Radice                          |
| Seijiro Togotsu     | Masashi Hirose                            | Gianni Gaude                            |
| Dott. Genba Ryogoku | Rikiya Koyama                             | Alessandro Maria D'Errico               |
| Bob                 | Kouji Ishii                               | Claudio Colombo                         |
| Ekoda               | Naoki Makishimi                           | Daniele Demma                           |
| Shiina              | Jin Yamanoi                               | Davide Albano                           |
| Kikugawa            | Makoto Suzuka                             | Lucia Angella                           |
| Fukushima           |                                           | Luca Catanzaro                          |
| Kozue               | Shoko Fujita                              | Jolanda Granato                         |
| David               | Nakahisa Nishimae                         | Alessandro Zurla                        |
| Sakahashi           |                                           | Silvio Pandolfi                         |
| Kasai               |                                           | Antonio Paiola                          |
| Shirogane           | Takehito Koyasu                           | Luca Bottale                            |
| Okubo               | Chō                                       | Aldo Stella                             |
| Wakaba              |                                           | Renata Bertolas                         |
| Gotokuji            | Mahiru Konno                              | Rossana Bassani                         |
| Joe                 | Kenichi Kanbara                           | Luca Ghignone                           |
| Tsurumaki           | Haruka Kimura                             | Loretta Di Pisa                         |
| Yui                 |                                           | Jenny De Cesarei                        |
| Otsuka              |                                           | Stefano Albertini                       |
| Yotsuya             |                                           | Claudio Ridolfo                         |
| Ichinohashi         |                                           | Marco Balzarotti                        |